# Discovery Travel & Living
Discovery Travel & Living er en engelsksproget tv-kanal i Discovery-familien. Kanalen, der så dagens lys i februar 1987, viser forskellige rejse- og livstilsprogrammer og findes i en række nationale varianter. Siden marts 2010 er man dog gået i gang med at erstatte de forskellige varianter med varianter af TLC.
I Danmark blev kanalen tilbudt af YouSee, StofaTv, Canal Digital, StreamTV, FastTV og Boxer TV. 6. oktober 2011 blev den også her afløst af TLC.
Udenfor Europa sendte kanalen under navnet Travel Channel – ikke at forveksle med den britisk baserede Travel Channel.

## Programmer
- Af sporet
- Boligindretning i den store stil
- Buena Vista fiskeklub
- Diceman
- Drømmehuset
- Følgesvende – Østeuropa
- Kast linen ud
- Kulinarisk rundtur
- Lonely Planet
- Ruter
- Sne-patruljen
- Storby-taxaer
- Superhjem
- To på tur i Caribien
- Verdensmesterskab i "Heads Up" poker